# حسن باشا الترياقي
حسن باشا الترياقي (بالتركية: Tiryaki Hasan Paşa)‏‏ (ولدَ في 1530 - توفي في 1611، إيالة بودين) هو سياسي عثماني، تولى منصب والي البوسنة.

## مناصبه
تولى المناصب التالية:
- والي البوسنة